# Glosselytrodea
Glosselytrodea – wymarły rząd owadów nowoskrzydłych. Znane są z zapisu kopalnego od permu wczesnego do jury późnej. Ich skamieniałości znajdowane są na terenie Europy Zachodniej, Rosji, Azji Środkowej i Wschodniej, Australii i obu Ameryk.

## Taksonomia
Nazwę Glosselytrodea wprowadził w 1938 roku przez Andriej Martynow, a synonimiczną Jurinida w 1929 roku Michaił Zalesskij. Systematyka rzędu jest problematyczna, a liczba wyróżnionych rodzin waha się od 3 do 7. W 2013 Aleksandr Rasnicyn i Danił Aristow zrewidowali podział rzędu, wyróżniając 4 rodziny:
- Permoberothidae
- Archoglossopteridae
- Glosselytridae
- Jurinidae

Część autorów sugeruje, że Permoberothidae powinny być może zostać wyłączone z Glosselytrodea i zaliczone do Protoneuroptera. Pozostałe rodziny określa się jako Glosselytrodea s. str.. Relacje filogenetyczne tego rzędu z innymi nowoskrzydłymi pozostają niejasne. Część autorów uznaje Glosselytrodea z Permoberothidae włącznie za spokrewnione z siatkoskrzydłymi (Neuropterida), natomiast inni wskazują na bliższe pokrewieństwo Glosselytrodea s. str. z prostoskrzydłymi.

## Opis
Owady te w większości są znane tylko z odcisków skrzydeł. Nieliczne szczątki ciał wskazują, że miały hipognatyczną głowę, smukłe odnóża i nieczłonowane lub wieloczłonowe przysadki odwłokowe. Osiągały stosunkowo niewielkie rozmiary. Skrzydła obu par miały podobny kształt i wymiary, ale przednia para często była stwardniała i tworzyła pokrywy (tegminy), przypominające te u Protocoleoptera. Stwardnienie to odbywało się zarówno przez wzmacnianie błony skrzydła jak i przez pogrubienie żyłek – to ostatnie jest sposobem charakterystycznym dla chrząszczy. U Glosselytrodea s. str. użyłkowanie składało się z licznych żyłek poprzecznych. Przednie skrzydła miały nabrzmiałą nasadę i poszerzone pole prekostalne. Wzdłuż brzegów skrzydła biegła jedna lub dwie żyłki otokowe (tylko żyłka radialna albo radialna i postkubitalna). Równolegle biegnące żyłki osiowe były do siebie zbliżone albo przynajmniej częściowo zlane. Nasada dyskowej części skrzydła była wciśnięta między płat prekostalny a analny i całkowicie zapełniona przez szypułki sektora radialnego, żyłki medialnej i przedniej żyłki kubitalnej. Pole analne przednich skrzydeł odgraniczała dobrze widoczna bruzda klawalna. Skrzydła tylnej pary nie miały pola prekostalnego.